# 100 франків (Делакруа)
Сто франків Делакруа — французька банкнота, ескіз якої розроблений 24 березня 1978 року, купюра випущено в обіг Банком Франції з 2 серпня 1979 року до заміни на банкноту 100 франків (Сезанн).

## Історія

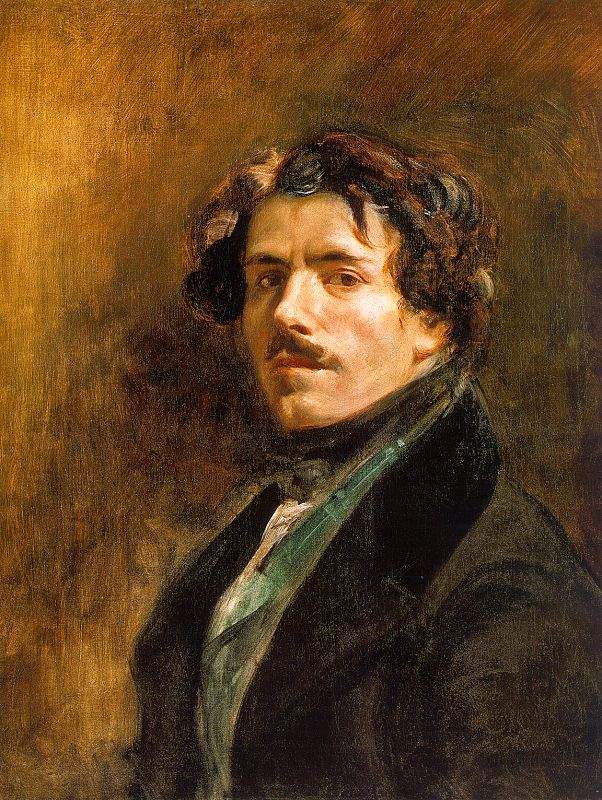
Ежен Делакруа — французький художник доби романтизму

Банкнота належить до нової серії «Відомі художники і композитори», до якої увійшли банкноти з портретами Берліоза, Дебюссі, Кантена де Латура, Монтеск'є і Паскаля. Банкноти цієї серії друкувалися з 1978 по 1995 рік. Банкнота починає вилучатися з обігу з 1 лютого 1999 року і позбавлена статусу законного платіжного засобу у зв'язку з переходом на євро. Обмінювалася на євро до 31 січня 2009 року.

## Опис
Дизайн банкноти розроблений художником Люсьєном Фонтанароза і граверами Анрі Рено і Жаком Комбетом. Домінуючими кольорами є коричневий і жовтогарячий.
Аверс: по центру, автопортрет Ежена Делакруа на передньому плані з двома пензлями, на тлі картини «Свобода, що веде народ».
Реверс: те ж автопортрет Делакруа, але цього разу художник зображений з гусячим пером у руці, що пише свій знаменитий щоденник. На задньому плані, дерева на вулиці Фюрстенберг, де знаходиться музей художника.
Водяний знак — голова Делакруа. Розміри банкноти становлять 160 мм х 85 мм.

## Джерело
- Перелік французьких банкнот [Архівовано 14 квітня 2012 у Wayback Machine.]
- Сайт нумізматики та боністики Франції